# Coenobita variabilis
Coenobita variabilis (лат.) — вид десятиногих раков из семейства Coenobitidae надсемейства раков-отшельников (Paguroidea). Обитает в Австралии. Это ночные всеядные наземные ракообразные. Они общительны и процветают в тропических районах вблизи воды.

## Распространение
Coenobita variabilis является эндемиком севера Австралии, включая северо-запад Австралии, Северную территорию и северный Квинсленд.

## Внешний вид и строение
Длина карапакса Coenobita variabilis до 40 мм. Они очень похожи на Coenobita compressus по внешнему виду, и оба имеют укороченную водную стадию развития.
Окрас Coenobita variabilis от светло-коричневого до светло-коричневого цвета, с двумя тёмными овалами на передней части головы. Их глаза на длинных стебельках и окрашены в тот же цвет, что и тело. На каждой клешне есть тёмная вертикальная полоса. Ноги покрыты тёмно-коричневыми пятнами. Брюшко короткое и толстое.

## Поведение
Coenobita variabilis предпочитают жить в раковинах следующих брюхоногих моллюсков: Babylonia, Nerita, Phasianella, Thais, Tonna и Turbo. Они также найдены в раковинах нескольких видов наземных улиток.

## Раковины, в которых селятсяCoenobita variabilis

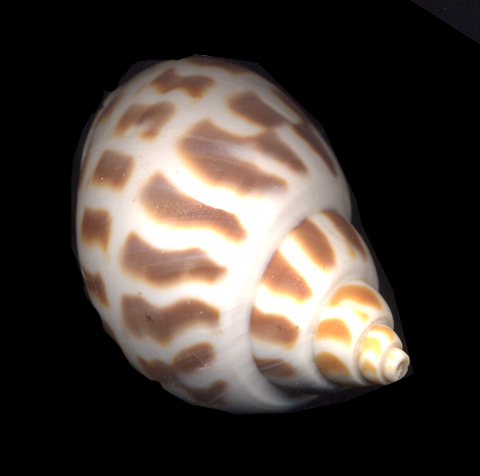
Babylonia areolata
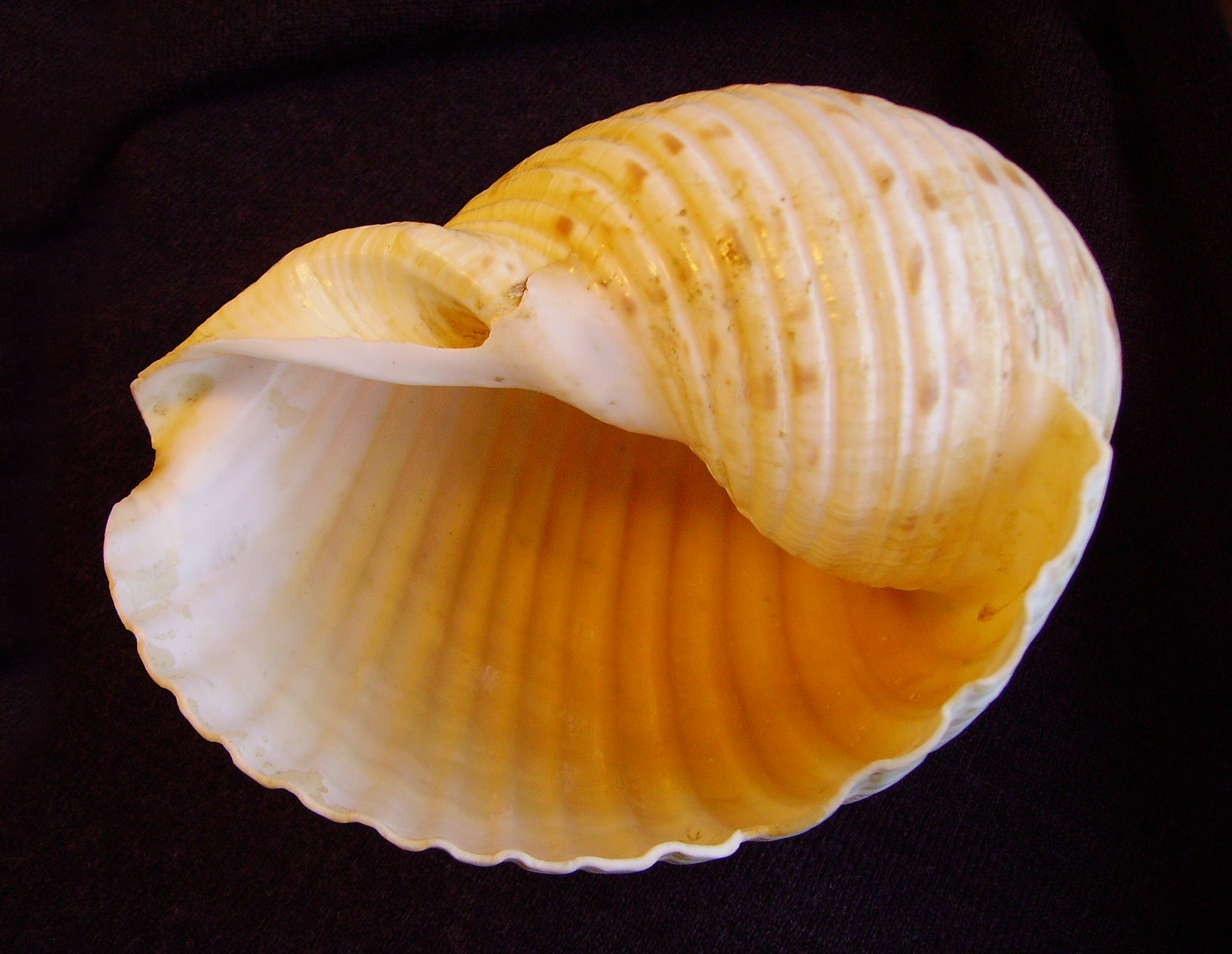
Tonna
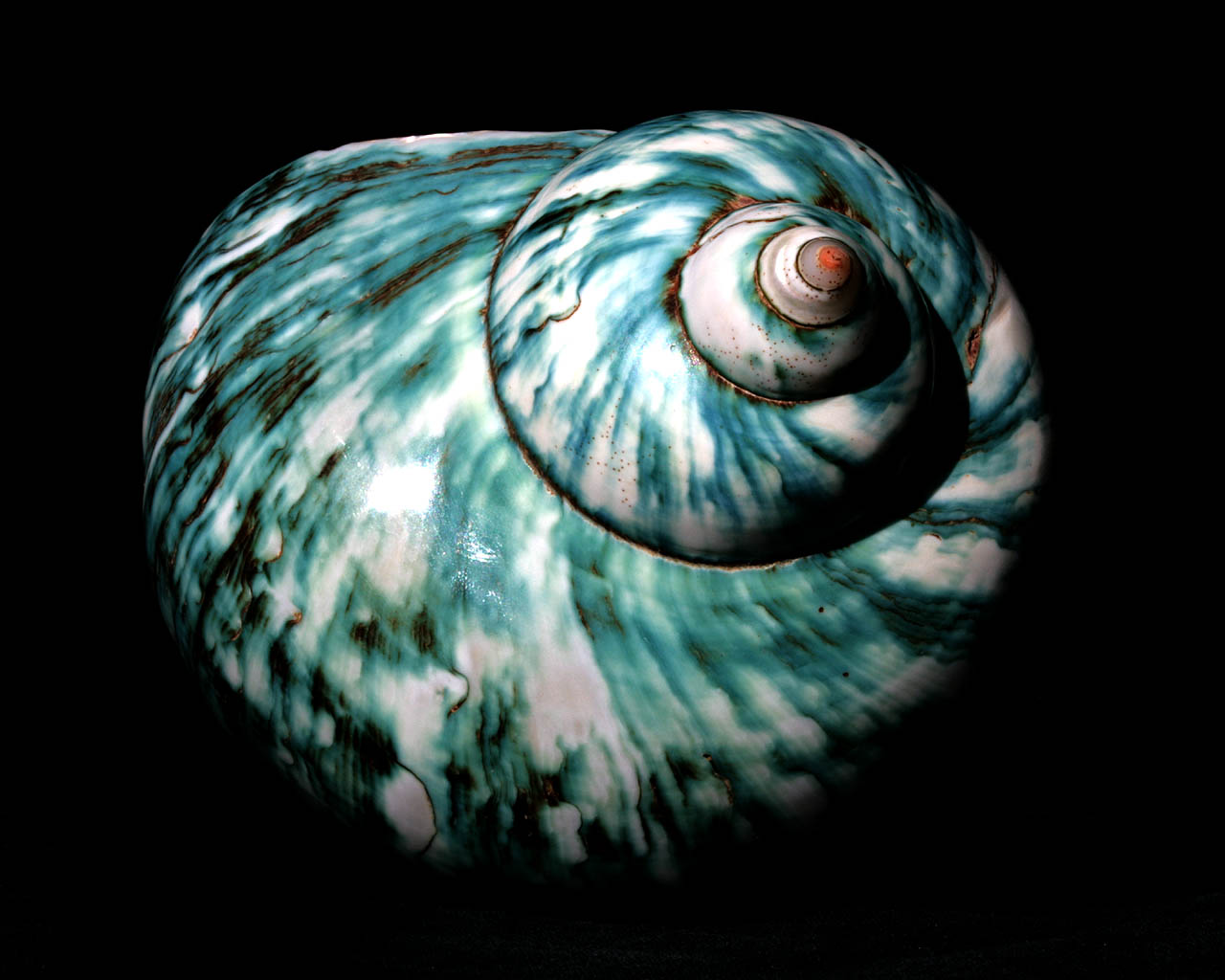
Turbo
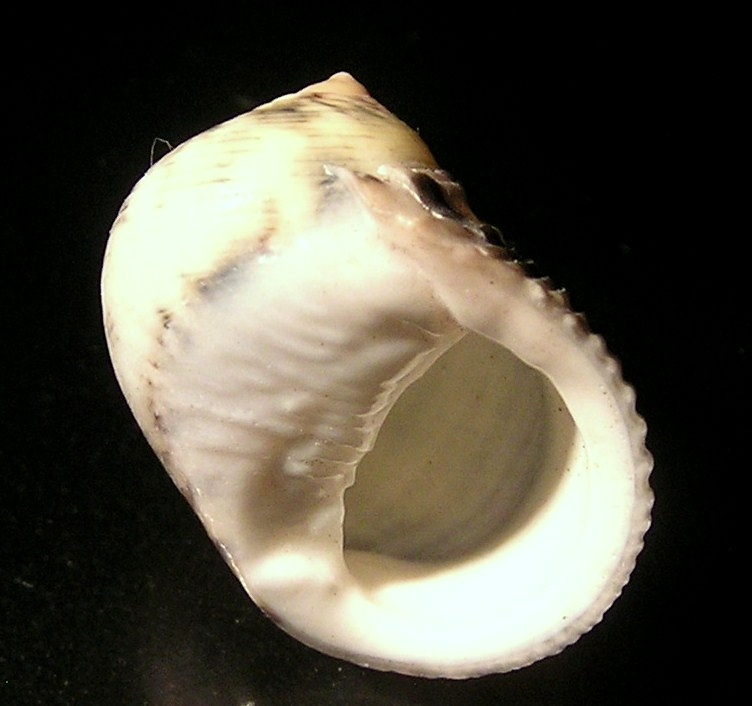
Nerita